# 图马 (梁赞州)
图马（羅馬化：Tuma）是俄罗斯梁赞州的市级镇、克列皮基区规模最大聚居地。地处梁赞州北部，位于伏尔加河流域古西河一支流纳尔马河（Нарма）河畔，在区行政中心斯帕斯-克列皮基东侧、州府梁赞东北方，靠近梁赞州与弗拉基米尔州的州界。
该地2022年人口有5,557人；2010年人口6,163；2002年人口6,596；1989年人口7,082。